# 考特蘭 (密西西比州)
考特蘭（英語：Courtland）是位於美國密西西比州帕諾拉縣的城鎮。

## 人口
根據2020年美國人口普查的數據，考特蘭的面積為2.86平方千米，皆為陸地。當地共有人口470人，而人口密度為每平方千米164人。